# 미즈노 마사노리
미즈노 마사노리(일본어: 水野 真典, 1991년 11월 2일 ~ )는 일본의 배우이다.

## 출연작

### TV 아이치
- 토미카히어로 레스큐파이어 - 와타리 준